# Naturfarvning
Naturfarvning (eller plantefarvning) er farvning med naturlige farvestoffer, udvundet af f.eks planter, svampe og insekter. Processen er forskellig alt efter, hvad der farves med og hvad der farves på. Planter og svampe skal indsamles når mængden af farvestoffer er størst, nogle har dog godt af at tørre før brug.
Naturfarvning har været den primære måde at farve klæde på frem til man begyndte at opfinde syntetiske farvestoffer i midten af 1800-tallet. 
Der er gjort arkæologiske fund fra neolitikum der viser at tekstilfarvning har fundet sted helt tilbage til denne periode. I Kina har farvning med planter, bark og insekter sporet tilbage mere end 5.000 år siden. I Danmark kender vi til fund af farvede tekstiler allerede fra den tidlige jernalder. Analyser af tekstiler fra for eksempel moselig fra denne periode giver en ide om ganske farvestrålende tøj. Farverne blev hentet i naturen eller købt dyrt på et af tidens markeder i f.eks. Ribe, Birka eller Hedeby.
I 1600 og 1700-tallet blev der stadig farvet stof på landet, hvorfra vi kender flere farvebøger med opskrifter. Men de mere krævende metoder blev samlet hos by-farveren hvor hjemmevævede stoffer kunne indleveres. Den bevarede farvergård i Ebeltoft er i dag et specialmuseum for plantefarvning under Museum Østjylland.
I 1970'erne blev det populært at farve garn med planter. I moderne tid bliver naturfarvning særligt brugt til tekstiler der skal vise særlige økologiske hensyn, selvforsyning eller i forbindelse med reenactment. Mange reenactorer går op i, at deres tøj er farve på samme måde, som man gjorde i perioden der reenactes. Visse museer benytter også naturfarvning til deres dragter i forbindelse med living history. Dette inkluderer bl.a. Middelaldercentret ved Nykøbing Falster, der har et farveri samt en gruppe dedikeret til plantefarvning.
Visse farver kan ændres afhængig af, hvilke type kar eller gryde der farves i. Birkeblade giver således en gullig farve i en kobberkedel, mens man får en grønlig farve i en grukedel af jern.

## Plantefarve
Adskillige danske planter egner sig til at indsamle og farve med.
- Gule farveplanter: Rejnfan, birkeblade, Farve-Reseda
- Røde farver: Kraprod, Gul snerrerod
- Brune farver: Birkebark, Kastanjebark, Egebark
- Blå: Vajd

## Svampefarve
Det er ikke alle svampe der indeholder farvestoffer der kan bruges til at farve med. Det er kun få, ud af de mange Danske svampe, vi kan bruge til formålet. Til gengæld kan man, hvis man er heldig, udvinde nogle yderst smukke røde, orange og gule farver som er svære at frembringe med planter.
- Sortfiltet Netbladhat – giver en grøn farve (lilla hvis man syrner farvebadet).
- Blodrød Slørhat – giver en smuk kraftig rosarød.
- Cinnoberbladet Slørhat – giver en stærk tegl-kobber orange.
- Knippe Svovlhat – giver en varm solgul farve.
- Karl Johan – giver en klar grøn-gul hvis overmoden og gul hvis frisk
- Afsmittende Topsvamp – giver brune farver
- Grønkødet Slørhat – giver orangerøde farver
- Kanel-Slørhat – giver orange farver
- Grå Slimslør – giver brungrå farver
- Okkerrødlig Poresvamp – giver, med lidt held, violette og rosa farver
- Brun Poresvamp – giver gule farver
- Elle Spejlporesvamp – giver beigegule farver
- Tøndersvamp – giver gulbrune farver
- Randbæltet Hovporesvamp – giver brune farver – mest holdbart på jernbejse
- Skællet Kødpigsvamp – giver grønne til blå farver, hvis modne og tørrede
- Farvebold – giver stærke brune farver

## Insektfarve
Allerede i middelalderen brugte man insektfarvning i Danmark, ved at importere bladlusen kermes vermilio, der giver en kraftig rød farve, fra Middelhavsområdet og særligt Den Iberiske Halvø. I nyere tid begyndte at importere cochenille-lus fra Mexico.
Cochenillelus – giver en stærk pink til rosarød farve

## Indsamlings kalender
- Januar:
- Februar:
- Marts:Gul Snerre-rod, Nælde-rod, Krap-rod, Birke-bark, Ege-bark, Elle-bark, Hassel-bark, Tørste-bark, Valnød-bark, Følfod-blomst
- April: Gul Snerre-rod, Nælde-rod, Krap-rod, Birke-bark, Ege-bark, Elle-bark, Hassel-bark, Tørste-bark, Valnød-bark, Følfod-blomst, Jordrøg-plante, Kørvel-plante
- Maj: Gul Snerre-rod, Nælde-rod, Krap-rod, Birke-bark, Ege-bark, Elle-bark, Hassel-bark, Tørste-bark, Valnød-bark, Knopurt-blade, Kørvel-blade, Farve-Visse-skud, Douglasgran-kviste, Jordrøg-plante, Lugtløs Kamille-plante, Havtorn-kviste
- Juni: Farve-Gåseurt-blomster, Farve-Visse-skud, Knopurt-blade, Rejnfan-blade, Lugtløs Kamille-blomst, Merian-plante, Vaid-plante
- Juli: Birke-blade, Ege-blade, Elle-blade, Hassel-blade, Kastanje-blade, Følfod-blade, Rejnfan-blade, Rejnfan-blomst, Tagrør-blomst, Hedelyng-kviste, Merian-plante, Padderok-plante, Prikbladet Perikon-plante, Vaid-plante, Grå-Bynke-plante
- August: Birke-blade, Ege-blade, Elle-blade, Hassel-blade, Kastanie-blade, Valnød-blade, Følfod-blade, Rejnfan-blade, Rejnfan-blomst, Merian-plante, Padderok-plante, Prikbladet Perikon-plante, Reseda-plante, Grå-Bynke-plante
- September: Gul Snerre-rod, Krap-rod, Nælde-rod, Følfod-blad, Rejnfan-blade, Rejnfan-blomst, Padderok-plante, Kruset Skræppe-plante, Reseda-plante
- Oktober:Gul Snerre-rod, Krap-rod, Nælde-rod, Følfod-blad
- November:Gul Snerre-rod, Krap-rod, Nælderod
- December: